# Caron & Guay de Pont-Rouge
Die Caron & Guay de Pont-Rouge (englisch Pont-Rouge Caron & Guay) waren eine kanadische Eishockeymannschaft aus Pont-Rouge, Québec. Das Team spielte von 1996 bis 2004 in der Québec Semi-Pro Hockey League.

## Geschichte
Die Mannschaft wurde 1995 gegründet und spielte ein Jahr lang in der Ligue senior de la Mauricie. Als diese ein Jahr später durch eine Fusion in die Québec Semi-Pro Hockey League eingegliedert wurde, war das Franchise eines der 13 Gründungsmitglieder der QSPHL. In dieser war ihr größter Erfolg das Erreichen des Playoff-Finales um die Coupe Futura in der Saison 1999/2000. In diesem scheiterten sie an den Rapides de LaSalle. Im Sommer 2001 wurde das Team verkauft und dessen Name in Caron & Guay de Pont-Rouge geändert. Unter den neuen Besitzern erreichte die Mannschaft als bestes Resultat in der Saison 2003/04 die zweite Playoff-Runde. Anschließend wurde das Franchise aufgelöst.
Die Lücke, die die Auflösung der Caron & Guay in der Stadt hinterließ, wurde von den Lois Jeans de Pont-Rouge gefüllt, die von 2008 bis 2010 in der Ligue Nord-Américaine de Hockey aktiv waren.

## Bekannte Spieler
- Guillaume Besse
- Sylvain Rodier